# 克拉克穹丘
76°53′S 146°59′W / 76.883°S 146.983°W
克拉克穹丘（英語：Clark Knoll）是南極洲的穹丘，位於瑪麗伯德地，處於馬歇爾群島的拉德福德島西部，根據美國地質調查局的測量和美國海軍的空中照片被繪入地圖。